# نادي ريفي

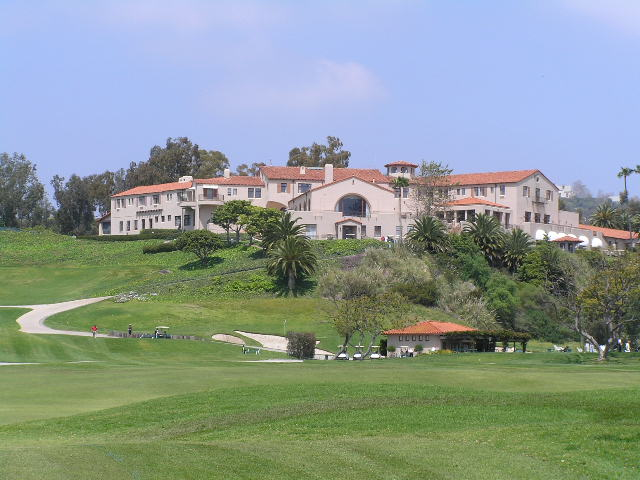
ريفيرا كونتري كلوب في باسيفيك باليساديس، لوس أنجلوس، كاليفورنيا.

النادي الريفي هو مملوكة للقطاع الخاص للنادي، غالبا ما يكون مع حصة عضوية وقبول من قبل المدعويين أو الرعاية، التي تقدم بشكل عام مجموعة متنوعة من الرياضات الترفيهية والمرافق لتناول الطعام والترفيه.
العروض الرياضية النموذجية هي الجولف، والتنس، والسباحة.
ويوجد نادٍ ريفي في المدينة أو ضواحيها،  ويتميز عن النادي الرياضي الحضاري بوجود أسباب كبيرة للأنشطة في الهواء الطلق والتركيز بشكل كبير على الجولف.
نشأت أندية الريف في اسكتلندا  وظهرت لأول مرة في الولايات المتحدة في أوائل ثمانينيات القرن التاسع عشر.
 وكان للأندية الريفية تأثير عميق على توسيع الضواحي،  وتعتبر مقدمة لتنمية المجتمع المسور.

## الأمة

### الولايات المتحدة
يمكن أن تكون الأندية الريفية منظمات حصرية في المدن الصغيرة، غالبًا لا تكون العضوية في النادي الريفي حصرية أو باهظة الثمن كما هو الحال في المدن الكبرى حيث يوجد تنافس على عدد محدود من العضويات، بالإضافة إلى الرسوم، فبعض الأندية لديها متطلبات

منظر جوي لنادي فارمنجتون الريفي في شارلوتسفيل، فيرجينيا.

إضافية للانضمام فمثلا، يمكن أن تقتصر العضوية على أولئك الذين يقيمون في مجتمع سكني معين.
تأسست النوادي الريفية من قبل نخبة من الطبقة العليا بين عامي 1880 و 1930،  بحلول عام 1907، وزُعم أن الأندية الريفية هي «جوهر الطبقة العليا الأمريكية»،  وازداد عدد الأندية الريفية بشكل كبير مع التصنيع، وقد ارتفع حينها رسوم الدخول والضواحي في العشرينيات،  اما عندما فقد الناس معظم دخلهم وصافي ثروتهم خلال فترة الكساد الكبير، انخفض عدد الأندية الريفية بشكل كبير بسبب نقص تمويل العضوية.
تاريخيا، كانت العديد من الأندية الريفية مقيدة ورفضت قبول أفراد الأقليات العرقية وكذلك من ديانات معينة، مثل اليهود والكاثوليك،  وابتداءً من ستينيات القرن الماضي، أجبرت قضايا الحقوق المدنية الأندية على إسقاط سياسات الاستبعاد. [بحاجة لمصدر]
في حكم تاريخي عام 1990 في نادي شوال كريك للجولف والنادي الريفي، رفضت رابطة لاعبي الجولف المحترفين إقامة بطولات في نوادي خاصة تمارس التمييز العنصري،  أدى هذا التنظيم الجديد إلى قبول السود في النوادي الخاصة.
الحادث في "Shoal Creek" يمكن مقارنته بدورة كرة السلة "NCAA" لعام 1966، مما أدى إلى نهاية التمييز العنصري في كرة السلة الكلية.
يعد نادي فيلادلفيا للكريكيت "Philadelphia Cricket Club" أقدم نادي ريفي منظم في الولايات المتحدة مخصص للعب الألعاب،  بينما النادي الريفي في بروكلين، ماساتشوستس "Brookline Massachusetts "هو أقدم نادي مخصص للجولف.

### المملكة المتحدة
في المملكة المتحدة، معظم أندية البلد الحصرية هي ببساطة أندية جولف، وتلعب دورًا أصغر في مجتمعاتها من أندية الريف الأمريكية. [بحاجة لمصدر]
نوادي السادة في بريطانيا العديد منها يعترف بالنساء بينما تبقى حصرية جتماعية ويشغلن العديد من الأدوار في أندية الولايات المتحدة.[بحاجة لمصدر]

### شبه القارة الهندية
العديد من أندية السادة التي تأسست خلال فترة حكم الراج البريطاني لا تزال نشطة في المدن الكبرى، على سبيل المثال نادي بنغالور وناظم ونادي البنغال، هي أندية رياضية أو اجتماعية عبر شبه القارة الهندية.

### أستراليا
توجد نوادي الريف في أشكال متعددة، بما في ذلك النوادي الرياضية ونوادي الجولف الأمثلة هي نقطة الإفطار.
كونتري كلوب ونادي كمبرلاند جروف كونتري كلوب، في سيدني،  ونادي كاسل هيل الريفي، نادي جولد كوست للبولو، وإيلانورا كونتري كلوب،  ونادي سانكتشواري كوفز الريفي 

### اليابان
في اليابان، يتم استدعاء جميع نوادي الجولف تقريبًا «نوادي الريف» من قبل أصحابها.[بحاجة لمصدر]